# Giverville

Giverville este o comună în departamentul Eure, Franța. În 1 ianuarie 2022 avea o populație de 382 de locuitori.